# АЕС Хун'яньхе
Атомна електростанція Хун'яньхе (кит.: 红沿河核电站) знаходиться в місті Дунган, Вафандянь провінції Ляонін Китаю. Ділянка знаходиться в межах міста Далянь на рівні префектури, за 104 кілометри на північ від власне міста Далянь. Перший блок почав комерційну роботу в червні 2013 року.
Етап I складається з чотирьох реакторів CPR-1000, які є проєктом, розробленим Китаєм на основі розроблених Framatome PWR на атомній електростанції Дайя-Вань.
Етап II - це перше будівництво двох реакторів ACPR1000, подальший розвиток CPR-1000. Цей реактор включатиме уловлювач активної зони та подвійну захисну оболонку як додаткові заходи безпеки.

## Історія
Проєкт, який схвалила Національна комісія розвитку та реформ у квітні 2006 року, за прогнозами, коштуватиме 23 мільярди юанів для перших двох блоків. Витрати будуть розподілені між China Power Investment Corporation, China General Nuclear Power Group і двома ляонінськими компаніями Liaoning Hongyanhe Nuclear Power Co., Ltd., спільне підприємство, керує будівництвом і буде оператором станції. Оператор є спільним підприємством China Power Investment Corporation (нині Державна енергетична інвестиційна корпорація), China General Nuclear Power Group і Dalian Construction Investment Group.
Будівництво почалося влітку 2006 року з викопування двох великих отворів, у які будуть поміщені реактори, а навколо них збудована захисна оболонка. «Перший бетон» для першого блока залили в серпні 2007 року. Церемонія «закладання фундаменту» відбулася 28 липня 2010 року для початку роботи двох реакторів з водою під тиском CPR-1000 II черги потужністю 1000 МВт.
17 лютого 2013 року Хун'яньхе 1 підключили до мережі, після початку тестування на критичність 16 січня 2013 року. Він почав комерційну експлуатацію 6 червня.
23 листопада 2013 Хун'яньхе 2 було підключено до мережі.
Хун'яньхе 4 досяг першої критичності 5 березня 2016 року, був підключений до мережі 1 квітня 2016 року та введений в комерційну експлуатацію 20 вересня 2016 року.
Атомна електростанція Хун'яньхе вийшла на повну робочу потужність 24 червня 2022 року із загальною встановленою потужністю 6710 МВт.

## Інформація про реактори
| Блок        | Тип / Модель   | Чиста потужність | Валова потужність | Термічна потужність | Початок будівництва | Перша критичність | Підключення до мережі | Комерційна експлуатація | Зауваження                  |
| ----------- | -------------- | ---------------- | ----------------- | ------------------- | ------------------- | ----------------- | --------------------- | ----------------------- | --------------------------- |
| Черга I     |                |                  |                   |                     |                     |                   |                       |                         |                             |
| Хун'яньхе 1 | PWR / CPR-1000 | 1061 МВт         | 1119 МВт          | 2905 МВт            | 2007-7-18           | 2013-1-16         | 2013-2-17             | 2013-6-6                | [ 12 ]                      |
| Хун'яньхе 2 | PWR / CPR-1000 | 1061 МВт         | 1119 МВт          | 2905 МВт            | 2008-3-28           | 2013-10-24        | 2013-11-23            | 2014-5-13               | [ 13 ]                      |
| Хун'яньхе 3 | PWR / CPR-1000 | 1061 МВт         | 1119 МВт          | 2905 МВт            | 2009-3-7            | 2014-10-27        | 2015-3-23             | 2015-8-16               | [ 14 ] [ 15 ]               |
| Хун'яньхе 4 | PWR / CPR-1000 | 1061 МВт         | 1119 МВт          | 2905 МВт            | 2009-8-15           | 2016-3-5          | 2016-4-1              | 2016-6-8                | [ 10 ] [ 16 ]               |
| Черга II    |                |                  |                   |                     |                     |                   |                       |                         |                             |
| Хун'яньхе 5 | PWR / ACPR1000 | 1061 МВт         | 1119 МВт          | 2905 МВт            | 2015-3-29           | 2021-06-13        | 2021-06-25            | 2021-7-31               | [ 17 ] [ 18 ] [ 19 ] [ 20 ] |
| Хун'яньхе 6 | PWR / ACPR1000 | 1061 МВт         | 1119 МВт          | 2905 МВт            | 2015-6-24           | 2022-04-21        | 2022-05-02            | 2022-06-23              | [ 21 ] [ 19 ] [ 22 ]        |